# Стефан Баджов
Стефан Николов Баджов е български художник, един от първите, които в следосвобожденска България получават висше образование по изобразително изкуство. Твори основно в областта на малоформатното приложно изкуство, илюстрацията, художествено – пространственото оформление и черковната живопис.

## Биография
Роден е в Крушево на 31 май 1881 г. През 1906 г. завършва декорация и живопис в пражкото художествено-индустриално училище при К. Машек и се завръща в България. През 1908 година Баджов става професор в Художественото индустриално училище (днес Национална художествена академия) в София, където преподава декорация.
Проектира образци на пиротски, котленски и чипровски килими. Съвместно със Ст. Л. Костов изследва и систематизира стари български бродерии, които през 1913 г. събира в първия български албум „Български народни шевици“, Част I.
Баджов е автор на проекти на държавния герб на Царство България, на ордени, дипломи, грамоти, банкноти, акции, емблеми, пощенски марки и други. Илюстрира книги, детски издания и списания. Рисува стенописите на църквата „Свети Седмочисленици“ и купола на църквата „Свети Николай Софийски“ в София. Участва в реставрирането на стенописите в Боянската черква, както и в оформлението на интериора на дворците Врана, Царска Бистрица и Ситняково.
Участва като делегат от Крушевското благотворително братство в обединителния конгрес на Македонската федеративна организация и Съюза на македонските емигрантски организации от януари 1923 година. Стефан Баджов е член-учредител на Македонския научен институт и взима активно участие в дейността му. След Деветосептемврийския преврат през 1944 година е малтретиран от новата власт.
Умира през 1953 година.
Негов брат е Атанас Баджов, доброволец в Македоно-одринското опълчение през Балканската война в 1912 година. Награден с орден „За храброст“.